# DF-25
Le DF-25, ou Dong Feng-25, (du chinois : 东风, signifiant « vent d'est »), est un missile balistique à portée intermédiaire développé par la Chine. Il est porteur de l'arme nucléaire et serait entré en service en service vers 2010.

## Historique
De multiples rapports divergents ont été publiés, concernant la mise ou non en service du missile, et si oui, à quelle date. Le procédé de numérotation des missiles chinois DF-21 et DF-25 suit le même schéma que celui des DF-11 et DF-15, à courte portée. Il serait possible que les deux soient en service,. Prévu pour entrer en service au début des années 2000, une première annonce avait déclaré l'arrêt de son développement en 1996, probablement en raison de problèmes de fabrication du propergol solide dont étaient remplis les étages de propulsion. Les Chinois en auraient également peut-être profité pour mettre à jour leur DF-21. Toutefois, en 2010 le développement du DF-25 aurait été relancé.
Dans son rapport de 2013 concernant les développements militaires chinois, le département de la défense des États-Unis (DoD) ne mentionne aucunement une quelconque mise en service du missile DF-25.

## Caractéristiques
Le DF-25 est un missile à deux étages, propulsés chacun par un moteur-fusée à carburant solide, pouvant délivrer au choix une charge militaire conventionnelle ou nucléaire d'une masse n'excédant pas 2 000 kg et jusqu'à une distance maximale de 3 200 km. Opérant depuis des plateformes de lancement mobiles, il semblerait, selon les sources, que ses deux étages soient dérivés des deux premiers du DF-31, mais cela reste à confirmer.
Son guidage serait confié à un radar actif, en phase terminale, lui procurant un écart circulaire probable (ECP) d'environ 10 m. La première partie du vol se ferait grâce aux données acquises par un radar trans-horizon. Une deuxième version du missile serait également en mesure de lâcher des leurres, afin de tromper les défense ennemies.

## Utilisateurs
- Chine : Second corps d'artillerie